# Browar Tenczynek
Browar Tenczynek – browar w Tenczynku w województwie małopolskim. Powstał przed 1553 rokiem. W 2018 został kupiony przez spółkę akcyjną Manufaktura Piwa, Wódki i Wina, której właścicielem jest Janusz Palikot. Browar posiada swój sklep internetowy.

## Historia
Pierwsze wzmianki o browarze w Tenczynku pojawiły przed 1553 rokiem. Browar wtedy należał do majątku Andrzeja i Stanisława Tęczyńskich. Jedna z legend głosi, że browar odwiedził Jan III Sobieski.
Obecny budynek browaru został założony przez hrabiego Adama Potockiego z Krzeszowic. Wybudowano tam wtedy browar i gorzelnię, która posiadała nowoczesne w tamtych czasach maszyny parowe. Piwo z Tenczynka otrzymało złoty medal na wystawie w Pilźnie w 1904 roku. Piwo sprzedawano m.in. w Wiedniu i Budapeszcie. 
W czasach II wojny światowej browar zniszczono. 
Po wojnie w odbudowanym budynku browaru nie wznowiono produkcji piwa. W okresie PRL w budynku zakładu znajdowały się Zakłady Przetwórstwa Warzywno-Owocowego, które sprywatyzowano w latach 90 XX w. Na przełomie 2010 i 2011 roku ZPOW w Tenczynku nabyła spółka Makarony Polskie, lecz nie była ona zainteresowana wznowieniem produkcji piwa. 
14 maja 2014 roku Browar Tenczynek został zakupiony przez spółkę Browary Regionalne Jakubiak, która rozpoczęła remont budynku. W 2015 roku wznowiono produkcję piwa. W 2018 roku zakład trafił w ręce spółki Manufaktura Piwa, Wódki i Wina, której właścicielem jest Janusz Palikot. 
Od 2021 w Tenczynku produkowane jest piwo z suszem konopnym marki BUH czyli flagowy produkt spółki „Przyjazne państwo”, założonej przez Janusza Palikota, Kubę Wojewódzkiego oraz Tomasza Czechowskiego. W promocji piw produkowanych przez zakład brały udział takie osobowości jak Katarzyna Warnke czy Iggy Pop. 
11 grudnia 2024 r. Sąd Rejonowy dla Krakowa Śródmieścia wydał postanowienie, w którym ogłosił upadłość spółki Manufaktura Piwa Wódki i Wina. 

## Marki
W browarze produkowane są piwa marek:
- Pils
- Bock
- Pszeniczne Marcowe
- Lager
- American Wheat
- Milk Stout
- IPA
- Miodowe
- BUH
- Český Ležák

.